# Helmut von Kügelgen
Helmut von Kügelgen (* 1. Dezemberjul. / 14. Dezember 1916greg. in Reval; † 25. Februar 1998 in Stuttgart) war ein deutscher anthroposophischer Pädagoge, der die Entwicklung der Waldorfpädagogik nach 1945 maßgebend mitgeprägt hatte.

## Leben und Wirken
Helmut von Kügelgen war das dritte von vier Kindern seiner Eltern. Er entstammte der humanistisch geprägten deutschbaltischen Familie Kügelgen, die 1802 in den Reichsadelsstand erhoben worden war. Der Vater, Paul Siegwart von Kügelgen, war Korrespondent, Redakteur und Herausgeber der St. Petersburger Zeitung, seinerzeit das älteste im Ausland erscheinende Blatt deutscher Sprache. Sein Bruder war der bekannte Journalist Bernt von Kügelgen.  Infolge der Oktoberrevolution musste die Familie die Heimat verlassen. Ihr Fluchtweg führte über Finnland nach Berlin. Von 1930 bis 1932 lebte die verarmte Familie in Bukarest, dann wieder in Berlin. In letztgenannter Stadt und in Königsberg studierte Kügelgen Journalistik. Sein Studium schloss er 1939 mit der Promotion ab. Das Thema seiner Dissertation lautete Die Presse der Russlanddeutschen in Nord- und Südamerika. Gleich danach wurde er als Kriegsberichterstatter der Wehrmacht eingezogen.
In Berlin wurde Kügelgen durch die Begegnung mit der Familie Waßermann mit der Anthroposophie bekannt. 1942 heiratete er, während eines Fronturlaubes, die ehemalige Waldorfschülerin und Naturwissenschaftlerin Gisela Waßermann. Aus der Ehe gingen sechs Kinder hervor, fünf Töchter und ein Sohn, der früh verstarb. Nach kurzer Kriegsgefangenschaft entschied er sich für den Lehrberuf. Seine Ausbildung absolvierte Kügelgen am Waldorflehrerseminar in Stuttgart. Bereits nach acht Wochen übernahm er die Verantwortung einer dritten Klasse an der Freien Waldorfschule Stuttgart Uhlandshöhe, die er bis zur achten Klasse führte.
Von 1948 bis 1970 zeichnete Kügelgen, dann bis 1982 in Personalunion mit Manfred Leist als Schriftleiter der anthroposophischen Zeitschrift Erziehungskunst verantwortlich.  Zudem war er maßgebend am Aufbau des Verlages Freies Geistesleben beteiligt.

1967 wurde Kügelgen in den Vorstand des Bundes der Freien Waldorfschulen gewählt. Zwei Jahre später gehörte er zu den Mitbegründern der Vereinigung der Waldorfkindergärten e. V. und setzte sich für die Gründung von Waldorfkindergärten ein:

„Die Kinder aller Sozialschichten und Rassen, aller Konfessionen und Bildungsvoraussetzungen finden im Waldorfkindergarten Aufnahme – wenn ihre Eltern nur zur Zusammenarbeit bereit sind. […] Den Waldorfkindergarten kennzeichnet vielleicht an erster Stelle die erfahrene und erkannte Überzeugung, daß der Mensch das Menschsein nur vom Menschen lernt: daß das kleine Kind den Erzieher braucht, der mit ihm lebt, der sich auch geistig-seelisch mit dem Kindeswesen verbindet, der selber bis in das hohe Alter ein Werdender und sich Wandelnder bleibt […] Die Wissenschaft vom Menschen, die Rudolf Steiner der Waldorfpädagogik zugrunde legte, berücksichtigt den Menschen als geistig-seelisch-leibliches Wesen.“

Auf seine Initiative hin wurde 1975 in Stuttgart die staatlich anerkannte Freie Fachschule für Sozialpädagogik (Waldorfkindergartenseminar) ins Leben gerufen, die noch heute Erzieher im Sinne der Anthroposophie ausbildet. Diese Ausbildungsstätte leitete er noch viele Jahre. Daneben war er in Wort und Schrift national und international, insbesondere in Nord- und Südamerika, äußerst aktiv für die Waldorfpädagogik tätig.
Einige Schulen und Kindergärten in Deutschland sind nach ihm benannt. Ferner trägt eine Stiftung seinen Namen.

## Schriften (Auswahl)
- Plan und Praxis des Waldorfkindergartens, Stuttgart 1973
- Plan und Praxis der Waldorfkindergartens, Stuttgart 1980
- Von der elementaren Eurythmie im ersten Jahrsiebent. In: Erziehungskunst 1975/H. 6, S. 29–32
- Zum Jahr des Kindes 1979. In: Erziehungskunst 1979/H. 7/8, S. 361–363
- Aus der Menschenkunde des Erziehungsalters. In: Erziehungskunst 1979/H. 7/8, S. 363–369
- Vom Waldorfkindergarten. In: Kindergarten heute 1982/H. 3 u. 4, S. 74–82 u. 122–126
- Vom Waldorfkindergarten, Stuttgart o. J.